# Kammerborn

Blick auf Kammerborn

Kammerborn ist mit 254 Einwohnern nach Ahlbershausen, Gierswalde und Vahle viertkleinster Ortsteil der Stadt Uslar.

## Lage
Kammerborn liegt im südlichen Niedersachsen etwa vier Kilometer (alle Entfernungen in Kilometern Luftlinie) nordwestlich von Uslar und gut 10 Kilometer südöstlich von Neuhaus im Solling. Der Ort liegt an den südlichen Ausläufern des Sollings im Tal der Ahle auf einer Höhe von etwa 220 Metern und ist von Wiesen umgeben. Westlich und östlich erheben sich die mit dichtem Wald bestandenen Höhenzüge des Sollings bis zu einer Höhe von 300 bis 508 Metern. Die Kreisstadt Northeim liegt 30 Kilometer weiter östlich, Göttingen gut 27 Kilometer südöstlich. Hannover liegt ca. 80 Kilometer Luftlinie nördlich von Kammerborn und Berlin gut 280 Kilometer nordöstlich.

## Geschichte
Die erste urkundliche Erwähnung datiert aus dem Jahre 1418 in einer Bedeliste im Göttinger Stadtarchiv, es wird jedoch angenommen, dass der Ort bereits um das Jahr 1200 herum gegründet wurde. Seit der Mitte des 16. Jahrhunderts gab es hier eine Eisenerzmine, die bis weit ins 19. Jahrhundert betrieben wurde.
Kammerborn gehörte bis zu dessen Auflösung im Jahr 1852 zum Amt Nienover.
Seit dem 1. März 1974 gehört die ehemals selbständige Gemeinde nach einer Gebietsreform zur Stadt Uslar.

## Infrastruktur

### Straße
Durch den Ort verläuft die B 241, die von Northeim über Uslar und Kammerborn weiter Richtung Beverungen verläuft. Die im Nachbarort Schönhagen abzweigende B 497 führt weiter über Neuhaus im Solling nach Holzminden.
Die nächsten Autobahnanschlussstellen befinden sich an der A 7 in Northeim, Nörten-Hardenberg und Göttingen.

### Busverkehr
Zwischen Uslar und Holzminden verkehrt zweistündlich ein Linienbus über Kammerborn, Schönhagen und Neuhaus im Solling.

### Schiene
Der nächste Regionalbahnhof befindet sich in Uslar mit mindestens zweistündigen Zugverbindungen an der Kursbuchstrecke 356 zwischen Paderborn bzw. Ottbergen und Northeim. Göttingen ist der nächste Bahnhof in dem sowohl IC- als auch ICE-Züge halten.
Die Bahnstrecke Uslar–Schönhagen (Han) mit einem Haltepunkt in Kammerborn wurde bereits vor etlichen Jahren stillgelegt und ist mittlerweile abgebaut.

### Luftverkehr
Die nächsten bedeutenderen Flughäfen sind Flughafen Hannover und Paderborn/Lipstadt. Uslar selbst besitzt einen kleinen Segelflugplatz.

## Wirtschaft und Tourismus
Die ehemals prägende Land- und Holzwirtschaft spielt in Kammerborn kaum noch eine Rolle. Mittlerweile arbeiten die meisten der erwerbstätigen Einwohner in den benachbarten Städten. Auch der Fremdenverkehr ist unterentwickelt; so gibt es nur acht Gästebetten. Auch wenn Kammerborn außer einigen gepflegten Fachwerkhäusern keine besonderen Sehenswürdigkeiten zu bieten hat, so besteht aufgrund der Lage des Ortes am Rand des Sollings die Möglichkeit zu ausgedehnten (Wald)-Wanderungen.